# Euscelis ononidis
Euscelis ononidis är en insektsart som beskrevs av Adolf Remane 1967. Euscelis ononidis ingår i släktet Euscelis och familjen dvärgstritar. Inga underarter finns listade i Catalogue of Life.